# Metro w Bratysławie
Metro w Bratysławie – nigdy nieukończony i nieuruchomiony system metra w Bratysławie, stolicy Słowacji.
Dynamiczny rozwój Bratysławy w latach 1970., w tym powstawanie prawobrzeżnego osiedla Petržalka, spowodowały podjęcie prac nad budową systemu metra. Planowana sieć miała mieć dwie linie, A (Dúbravka – Karlova Ves – centrum – Rača) i B (Petržalka – centrum – Trnavské mýto – Ružinov), a ich łączna długość miała wynosić 29 km.

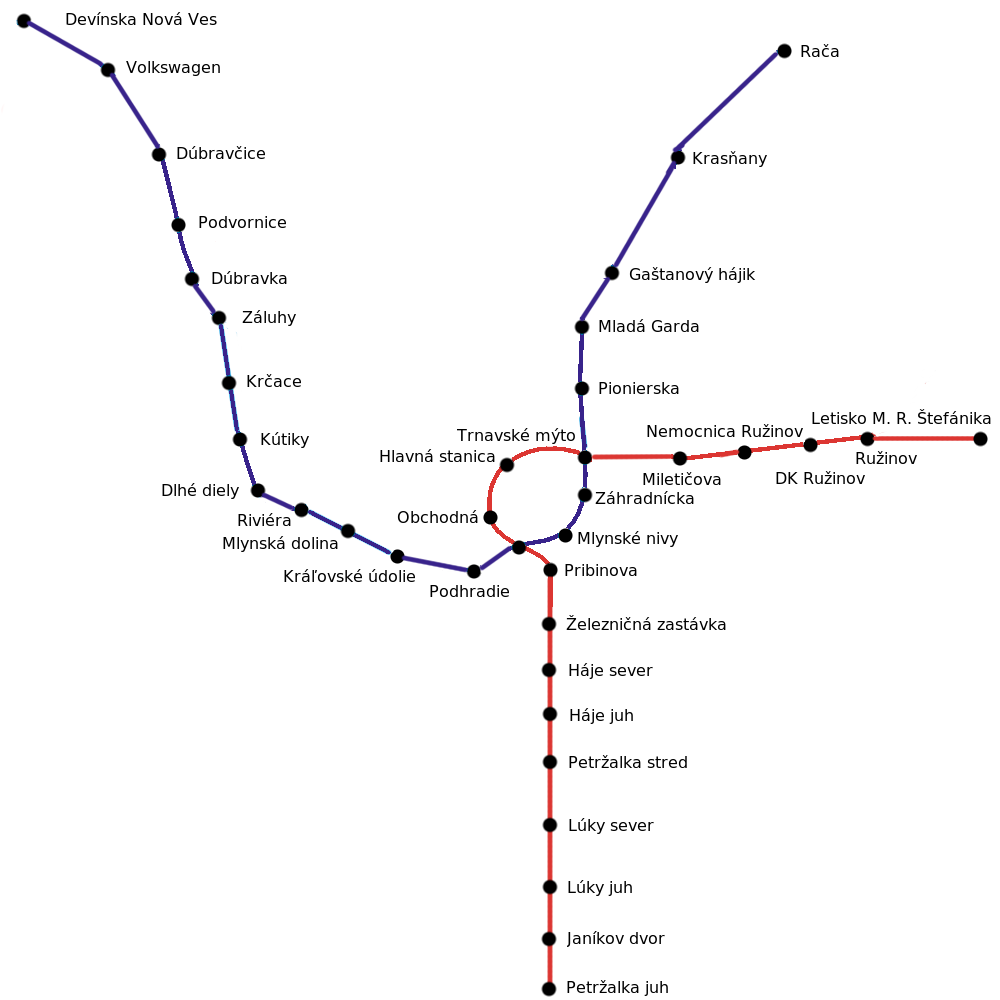
Planowane stacje metra w Bratysławie

W 1988 r. rozpoczęto budowę stacji Dunaj linii B, a pierwszy odcinek od tej stacji do stacji Luky Juh zaplanowano oddać do użytku w 1997 r., a całą sieć trzy lata później. W 1990 r. budowa została wstrzymana z powodu trudności wynikających z transformacji polityczno-gospodarczej. Ze względu na szybkie zawieszenie prac wykonano niewiele prac w terenie, przy czym najdłuższym częściowo ukończonym odcinkiem był 300-metrowy tunel w rejonie projektowanej zajezdni Janikov dvor.
W następnych latach planowano budowę lekkiego metra, a w 2003 r. zapadła decyzja o rozbudowie sieci tramwajowej w formie szybkiego tramwaju i prace te ruszyły w 2013 r. Planowano wówczas ukończenie inwestycji w ciągu 10 lat. W lutym 2019 r. rozpoczęto prace związane z burzeniem części nieukończonych tuneli w związku z przedłużeniem linii tramwajowej w dzielnicy Petržalka.